# Peter Klien

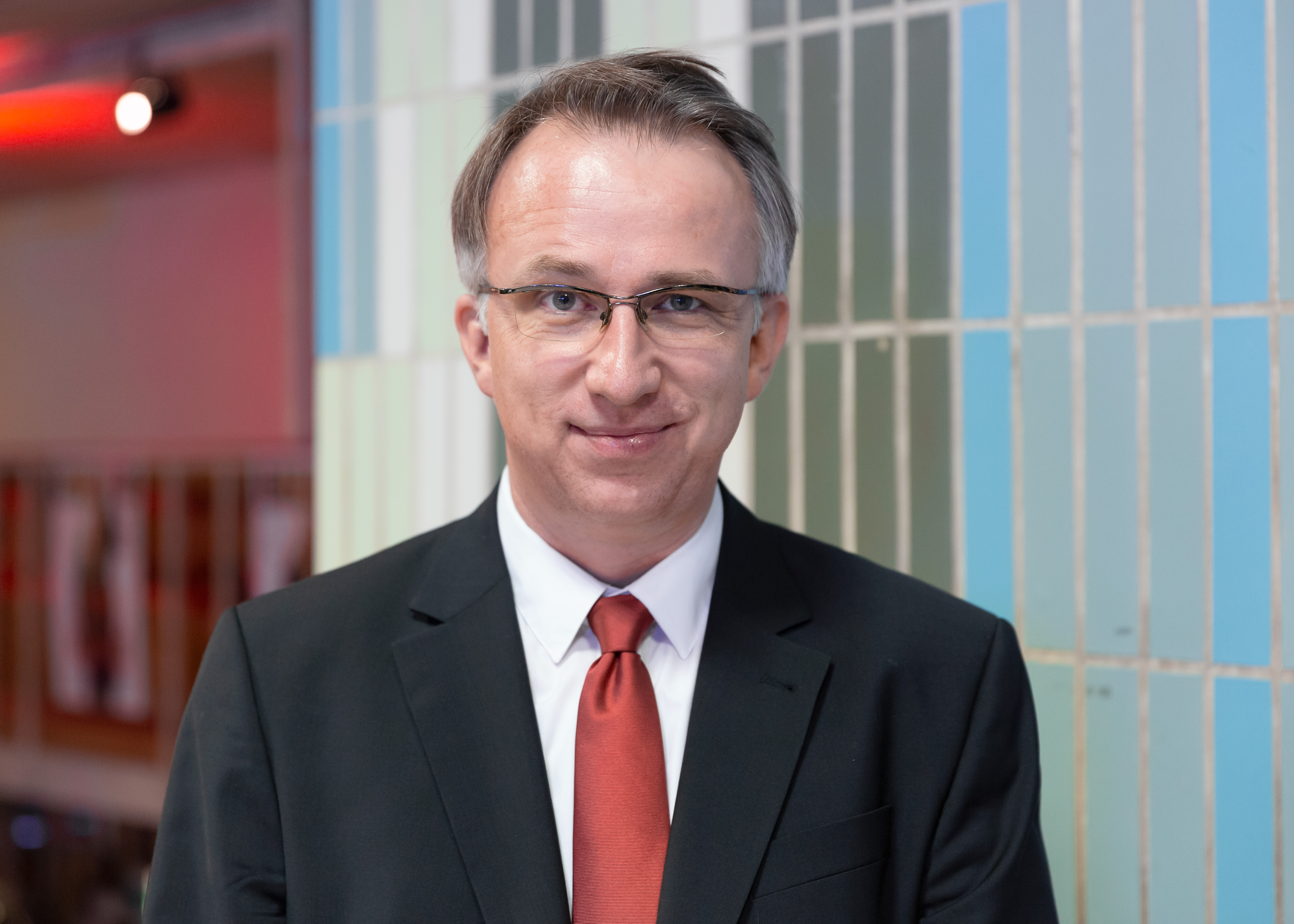
Peter Klien (2017)

Peter Klien (* 21. August 1970 in Hollabrunn, Niederösterreich) ist ein österreichischer Comedy-Autor, Kabarettist und Fernsehmoderator. Ab 2016 war er Außenreporter für die ORF-Late-Night-Show Willkommen Österreich. Seit September 2019 präsentiert er die Satiresendung Gute Nacht Österreich.

## Leben
Peter Klien begann nach der Matura zunächst Studien der Biologie, Physik, Germanistik und Philosophie in Wien, Innsbruck und Salzburg. Über die Beschäftigung mit griechischen Philosophen kam er zum Altgriechischen und studierte schließlich Altphilologie. Das Studium schloss er 2002 an der Universität Wien mit einer Diplomarbeit über Die Komödie der Weisheiten: Philosophie, Philosophen und Philosophenschulen bei Lukian von Samosata als Magister ab.
Zunächst war er als Systembibliothekar an der Technischen Universität Wien tätig, ab 2003 war er Systembibliothekar und Pressesprecher bei der Österreichischen Bibliothekenverbund und Service GmbH (OBVSG). Ab dem Sommersemester 2008 war er außerdem Lektor an der Universität Wien am Institut für Philosophie, wo er die Lehrveranstaltung Griechische Terminologie anbot.

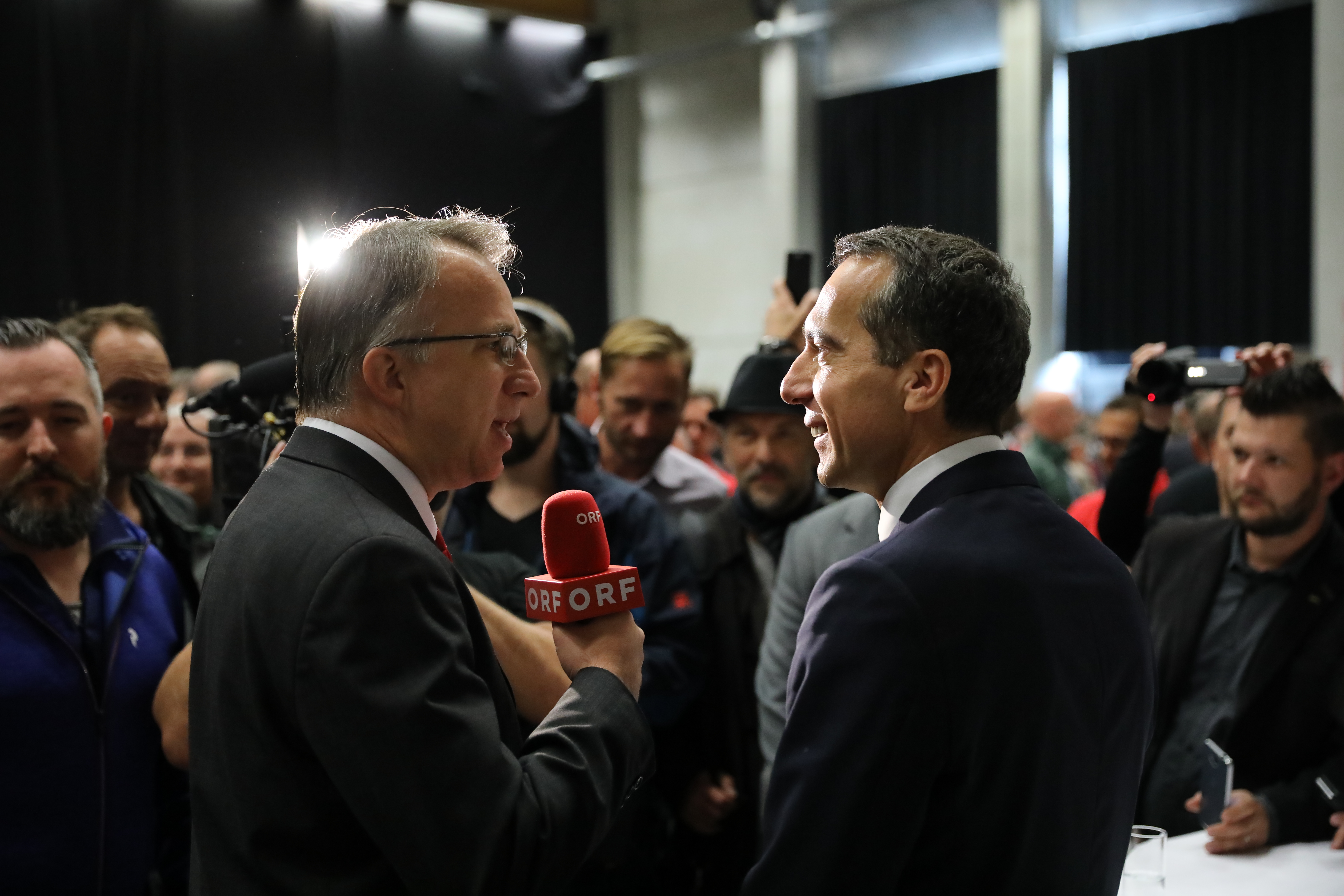
Peter Klien mit Christian Kern (2017)

2009 nahm er am Wettbewerb für den Goldenen Kleinkunstnagel am Theater am Alsergrund teil und wurde mit dem Neulingsnagel als bester Kabarett-Newcomer ausgezeichnet, was ihm Auftritte mit seinem ersten Solo-Kabarettprogramm Geist ist geil! ermöglichte. Zwei Jahre später wurde er dem ORF als Gagschreiber für Willkommen Österreich empfohlen. Ab April 2016 stand er für die Sendung auch als Außenreporter für politische Events nach deutschem beziehungsweise amerikanischem Vorbild vor der Kamera; der erste Beitrag war eine Reportage zum ersten Wahlgang der Bundespräsidentenwahl. 2016/17 war er für Die Tagespresse-Show, präsentiert von Paul Kraker, ebenfalls als Außenreporter aktiv. Vom Wiener Volkstheater wurde er beauftragt, Couplettexte für das von Felix Hafner inszenierte Nestroy-Stück Höllenangst zu schreiben, die Premiere erfolgte im September 2017. Im Herbst 2017 feierte sein viertes Soloprogramm Reporter ohne Grenzen am Wiener Rabenhof Theater Premiere. Anfang 2018 war er einer der vier Kandidaten der Promi-Ausgabe der Millionenshow.
Im Mai 2019 veröffentlichte Jan Böhmermann das Lied Do they know it’s Europe, an dem Satiriker und Komiker aus sechzehn europäischen Ländern, darunter Peter Klien, mitwirkten. Sein Programm Reporter ohne Grenzen wurde Ende August 2019 im Rahmen der Reihe ORF-Sommerkabarett gezeigt.
Seit dem 12. September 2019 präsentiert Klien im ORF eine eigene satirische Late-Night-Show mit dem Titel Gute Nacht Österreich. Der Sendung wurde im Herbst 2020 der Publikumspreis des Österreichischen Kabarettpreises zuerkannt. Die Sendung wurde im Jänner 2021 aus dem Programm genommen, im November 2021 wurde die Fortsetzung der Sendung ab dem 14. Jänner 2022 bekanntgegeben.
Mit seinem Bruder, dem Komponisten Volkmar Klien, moderierte er ab dem 20. Jänner 2021 die Ö1-Reihe Neue Musik im Härtetest in der Sendung Des Cis und im Zeit-Ton Magazin.

## Kabarettprogramme
- 2010: Geist ist geil! (Regie: Robert Mohor)[29][15][30]
- 2012: Mehr Wirbel als Säule (Regie: Robert Mohor)
- 2014: Offline (Regie: Bernhard Murg)
- 2017: Reporter ohne Grenzen (Regie: Nadja Maleh)[14]

## Sendungen
- ab 2016: Willkommen Österreich
- seit 2019: Gute Nacht Österreich[4]

## Auszeichnungen
- 2009: Goldener Kleinkunstnagel – Neulingsnagel[6]
- 2019, 2020 und 2024: Journalist des Jahres in der Kategorie Unterhaltung[31][32][33]